# Etüde op. 10, Nr. 2 (Chopin)

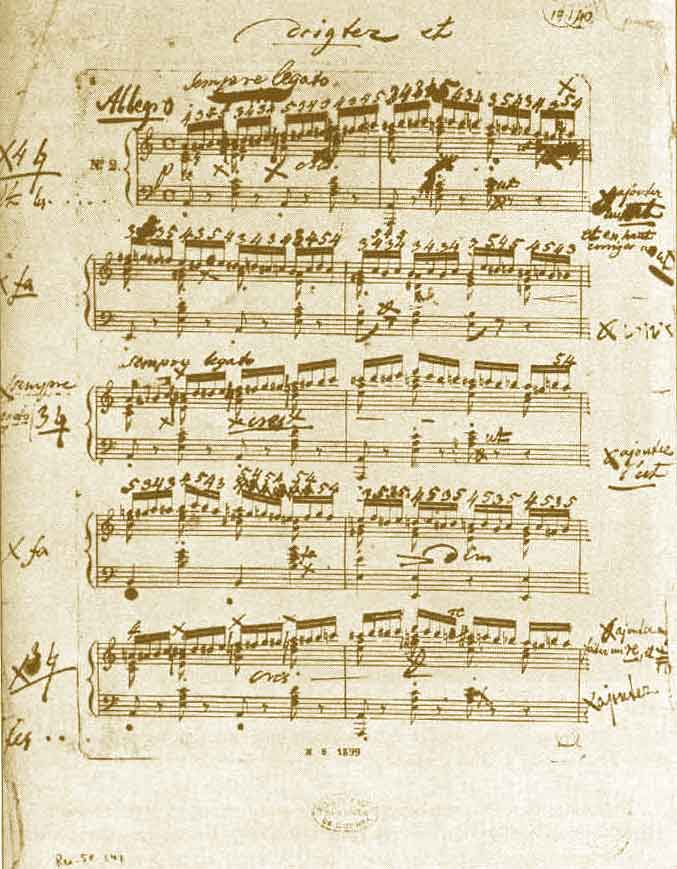
Korrekturfahne der Etüde op. 10, Nr. 2, mit handschriftlichem Fingersatz von Chopin

Die Etüde op. 10, Nr. 2, in der Tonart a-Moll von Frédéric Chopin 1829 komponiert, ist eine der bekanntesten klassischen Etüden für Klavier. Sie legt das Schwergewicht auf die Übung der rechten Hand, deren chromatische Läufe in gebundenem Vortrag legato und schnell im Tempo Allegro gespielt werden sollen. Die Komposition ist jedoch wie alle Etüden Chopins nicht allein ein Übungsstück. Ihr romantisch musikalischer Charakter und ihre hohen Ansprüche an die Spieltechnik macht sie zu einem der bekanntesten Klavierstücke. Chopin widmete sie wie auch die anderen Etüden aus op. 10 seinem Freund Franz Liszt.

## Veröffentlichung
Zuerst veröffentlicht wurde die a-Moll-Etüde op. 10 im Juni 1833 in Paris bei Adolf Martin Schlesinger, die deutsche Erstveröffentlichung erschien im August 1833 bei Fr. Kistner in Leipzig und in England kam das Werk im gleichen Jahr bei Wessel & Co in London heraus.

## Fingersatz
Chopins Etüde Nr. 2 soll die schwachen Finger der rechten Hand durch das schnelle Spielen chromatischer Tonleitern stärken und sie voneinander unabhängig machen. Das betrifft besonders den dritten, vierten und fünften Finger (Mittel-, Ring- und kleinen Finger). Gleichzeitig begleiten die beiden ersten Finger, also Daumen und Zeigefinger beider Hände mit kurzen Akkorden und einzelnen Tönen die chromatischen Läufe. Chopin notierte selbst Note für Note einen Fingersatz, der sich über fast 800 Noten erstreckt. Neben seinem ursprünglichen Fingersatz gibt es einen von Ignacy Jan Paderewski in der Krakauer Edition vom Instytut Fryderyka Chopina Polskie Wydawnictwo Muzyczne und einen von Paul Badura-Skoda in der Wiener Urtext Edition.

## Musikalische Struktur und stilistische Elemente
Das Werk ist im  oder 4/4-Takt geschrieben und umfasst 49 Takte. In einer Kopie des Chopin’schen Autographs von seinem Warschauer Studienkollegen Józef Linowski ist zwar die Taktart  oder 2/2-Takt (Alla breve) angegeben, aber diese Bezeichnung wurde in den anderen Ausgaben nicht mehr verwendet; die Erstausgaben der französischen, deutschen und englischen Edition weisen die Bezeichnung 4/4-Takt auf. Als Tempo sieht Chopin ein Allegro (ital. für rasch, munter, heiter, fröhlich) vor. Als Metronomangabe gibt er  = 144 an. Das heißt, die Viertelnote soll 144-mal in der Minute angeschlagen werden. In diesem Tempo dauert das Stück etwa eineinhalb Minuten. Die meisten späteren Bearbeiter des Stücks hielten sich an diesen Wert, der deutsche Klaviervirtuose Hans von Bülow schlug hingegen den Wert MM  = 114 vor. Als Vortragsanweisung gibt der Komponist ein sempre legato (immer gebunden) für die rechte Hand vor und erinnert den Spieler in der Notation noch sechsmal daran. Dieses für die Fingerübung wichtige Legato steht im starken Gegensatz zum Staccato der begleitenden Akkorde der linken Hand.
Die Melodie besteht aus schnell gespielten chromatischen Tonleitern, deren Töne ausschließlich von den äußeren drei Fingern der rechten Hand gespielt werden sollen. Die linke Hand begleitet diese Melodielinie mit kurz angeschlagenen Akkorden. Wie die meisten anderen Etüden von Chopin folgt auch diese der dreiteiligen Liedform A-B-A, wobei der erste Teil A bis Takt 18 reicht, der zweite Teil B bis zum 35. Takt und der letzte Teil A bis zum Takt Nr. 49. Harmonisch gesehen besteht der erste Teil aus Akkorden in a-Moll, E-Dur und a-Moll. Doch der in der chromatischen Melodie enthaltene Ton C♯ (Cis) als Lage zusammen mit dem harmonischen a-Moll gibt dem Stück eine leicht fremdartige Disharmonie, die die Klarheit der Tonart verschleiern und einen geheimnisvollen Klang erzeugen soll, der am Ende in einen Neapolitanischen Sextakkord im Takt 15 mündet.
Der mittlere Teil der Etüde führt zu einem langsamen Ansteigen der musikalischen Dynamik. Er beginnt mit einem {\displaystyle p} (ital.: piano für leise), soll dann aber eine ansteigende Lautstärke zur Erzeugung der nötigen Dramatik erhalten. Chopin fordert ein poco a poco cresc[endo] (allmähliches Ansteigen). Genau in der Mitte der Etüde, in Takt 25, erklingt dann auch der Höhepunkt. Er wird durch eine stetige Annäherung durch zweitaktige Sequenzen von Akkorden, zunächst in F-Dur, dann über g-Moll und A-Dur in einem brillanten {\displaystyle f} (forte, stark) erreicht. Der jede dieser Sequenzen beschließende Dominantseptakkord leitet zu einem Trugschluss über. Der längere und dadurch asymmetrisch wirkende zweite Teil des B-Abschnitts führt dann, allerdings mit kürzeren Sequenzen, aber mit ähnlichem harmonischen Fortschritt, wieder zurück zum a-Moll des Teils A der Etüde. Die letzten Takte des Werks sind dann sehr ähnlich wie der erste Teil, aber kürzer und enden als Coda mit einer zunächst steigenden, dann aber fallenden Tonleiter in einer Picardischen Terz.

## Charakter des Werks
Der Musikwissenschaftler Hugo Leichtentritt bezeichnet die Etüde als musikalisches Perpetuum Mobile. Die transparente musikalische Textur, bestehend aus ohne Unterbrechung aneinander gereihten Sechzehntelnoten und begleitet von einer Art leicht tanzendem Bass, hat ihren Vorläufer in dem Präludium Nr. 5 in D-Dur (BWV 850) aus dem ersten Teil des Wohltemperierten Klaviers von Johann Sebastian Bach, ähnlich wie andere Musikstücke aus der ersten Hälfte des 19. Jahrhunderts, wie Niccolò Paganinis Moto Perpetuo für Violine und Klavier op. 11. In Robert Schumanns Neuer Zeitschrift für Musik wurde in dem Artikel Die Pianoforte-Etuden in der Ausgabe von 1836 jedes Stück aus Chopins op. 10, mit einem Stern als Zeichen für einen poetischen Charakter ausgezeichnet, mit Ausnahme aber der Nummer 2, a-Moll. Hugo Leichtentritt jedoch beschreibt den Klangeffekt dieses Stückes in seiner Analyse der Chopin’schen Klavierwerke als das Flüstern und Wehen eines leichten Windes. Der französische Pianist Alfred Cortot erwähnt in seiner Edition de travail den gleitenden und duftigen Charakter dieser Etüde. Der italienische Komponist Alfredo Casella spricht über den geschwinden Charakter, das luftig und immaterielle Geheimnisvolle. Der amerikanische Musikkritiker James Huneker (1857–1921) bemerkt schließlich, dass die ganze Komposition mit ihrem Murmeln, Mäandrieren und ihrem chromatischen Charakter ein Vorläufer des Flüsterns, Wehens und ihrer mondlichtartigen Effekte in einigen späteren Werken Chopins ist.

## Technische Schwierigkeiten

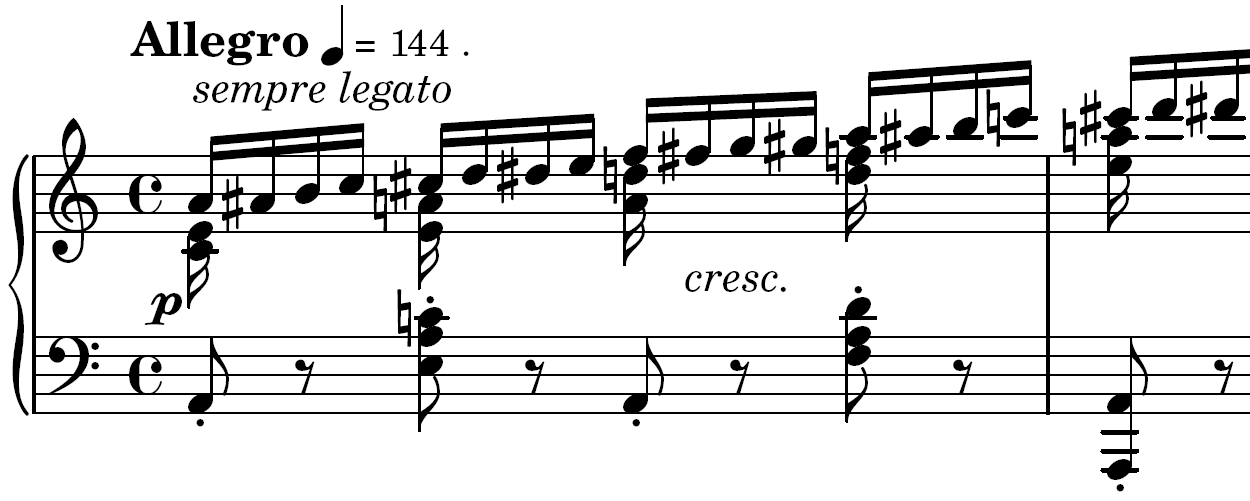
Erster Takt der Etüde op. 10, Nr. 2

Das spieltechnisch Neuartige dieser Etüde besteht in den chromatischen Tonfolgen, die ausschließlich mit den drei äußeren Fingern der rechten Hand bei hohem Tempo und in gebundener Weise gespielt werden sollen. Die beiden ersten Finger der rechten Hand ergänzen dazu die begleitenden Akkorde der linken Hand mit den Intervallen Terz, Quarte, aber auch einzelnen Tönen. Die Schwierigkeit besteht also in der gleichzeitigen Forderung Chopins nach Legato, Tempo und geringer Lautstärke. Klavierkomponisten vor Chopin, wie Ignaz Moscheles in seiner Etüde op. 70 Nr. 3 G-Dur, verwendeten bereits chromatische Tonleitern mit begleitenden Tönen, die aber mit der gleichen Hand gespielt werden sollten, nicht mit den drei schwachen äußeren Fingern. Hugo Leichtentritt als ausgewiesener Chopinkenner glaubt, dass in dieser Etüde die alte Fingersatzgewohnheit aus der Zeit des Clavichords vor J. S. Bach, nicht den Daumen zum Spielen zu benutzen, wieder auflebte. Seit dem 17. Jahrhundert war diese Spieltechnik aber überholt. Die technische Bedeutung dieser Etüde für Chopin ist durch den detailliert umfassenden Fingersatz belegt, den er selbst dem Stück hinzufügte. In keinem anderen Werk machte er sich noch einmal diese Mühe.
Eine Analyse des Chopin’schen Fingersatzes ergibt, dass – wie im normalen Fingersatz für chromatische Leitern – der lange dritte Finger die schwarzen Tasten anschlägt. Der zweite Finger, der normalerweise C und F spielt, ist durch den fünften ersetzt. Der Daumen (1. Finger), der in der Regel die anderen weißen Tasten anschlägt, ist hier durch den vierten Finger ersetzt. Während es ziemlich einfach ist, den dritten Finger über den Daumen zu kreuzen, ist eine Überkreuzung des dritten über den vierten Finger mit einiger akrobatischer Geschicklichkeit verbunden. Eine einleuchtende Möglichkeit weiterzuspielen ist das Strecken des dritten, aber das Krümmen des vierten und fünften Fingers.
Alfred Cortot stellt fest, dass die erste zu überwindende Schwierigkeit in diesem Stück darin besteht, den dritten, vierten und fünften Finger zu überkreuzen und die daraus resultierende Dehnung dieser Finger durch kontinuierliches Spielen zu erreichen. Von Cortot, dem österreichischen Pianisten Gottfried Galston und Alfredo Casella eingeführte vorbereitende Übungen vor einer Aufführung des Werkes beginnen immer mit der chromatischen Tonleiter der Oberstimme ohne die anderen Stimmen. Cortot unterteilt die Hand in ein aktives und ein begleitendes Element und besteht zunächst darauf, die chromatischen Leitern in allen ihren Veränderungen mit den drei äußeren Fingern zu spielen. Galston empfiehlt, ein kleines Objekt mit dem ersten und zweiten Finger zu halten und zu drücken, während die anderen Finger die chromatischen Läufe spielen.
Cortot empfiehlt die Töne als Pizzicato-Noten zu zupfen, nicht anzuschlagen. Casella vergleicht die drei äußeren Finger mit einem Motorradgespann, dessen Seitenwagen die ersten beiden Finger darstellen. Der australische Pianist Alan Kogosowski (* 1952) empfiehlt Daumen und Zeigefinger während des Spiels der Oberstimme völlig entspannt zu halten. Die ersten beiden Finger, die die kleinen zweitönigen Intervalle der mittleren Stimmen auf jedem der vier Taktschläge spielen, sollten, sobald sie angeschlagen sind, sich von den Tasten lösen. Der Daumen sollte nicht senkrecht geführt werden, um eine Überanstrengung zu vermeiden und die Töne äußerst leicht, so leicht wie eine Feder zu spielen, als wären sie kaum vorhanden. Hans von Bülow bestimmt, dass die mittleren Harmonien überall deutlich, aber flüchtig zu spielen seien. Galston schlägt vor, beim Üben der rechten Hand den oberen Ton der zweitönigen Intervalle, angeschlagen durch den zweiten Finger, zu akzentuieren.
Dieses Werk in der Öffentlichkeit aufzuführen, besonders unmittelbar nach der ersten Etüde (op. 10 Nr. 1 C-Dur), ist mit seinen großen Streckungen eine körperliche und psychische Anstrengung. Kogosowski berichtet, dass selbst der imponierende kraftvolle russische Pianist Swjatoslaw Richter, der über eine Ehrfurcht gebietende Spieltechnik verfügte, vor dem Spielen der Etüde a-Moll zitterte. Beim Aufführen aller 12 Etuden op. 10 in einem Durchgang zögerte er und übersprang manchmal dieses zweite kleine, aber gefährliche Stück. Und er war damit nicht allein. Gottfried Galston glaubte, dass, wer sie im Tempo MM 144 spielen wolle, in der Lage sein müsse, sie zu Hause (im stillen Kämmerlein) im Tempo MM 152 oder besser noch 160 zu beherrschen.

## Hörprobe
In dieser Aufnahme spielt die Pianistin Martha Goldstein das Werk auf einem Klavier von Sébastien Érard von 1851.

## Bearbeitungen und Arrangements

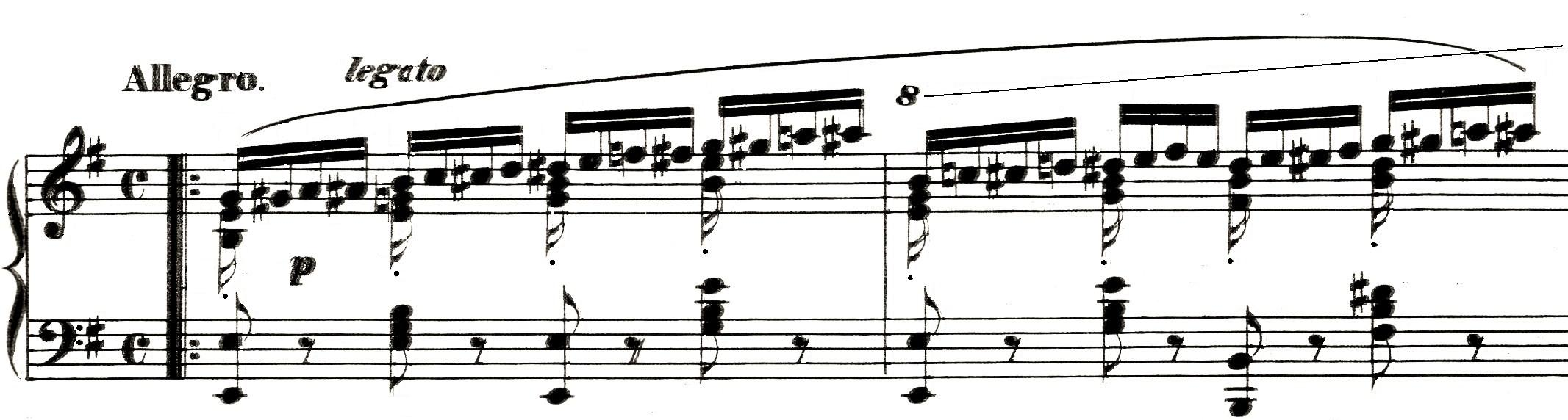
Die ersten zwei Takte der Etüde op. 365, Nr. 19 von Carl Czerny, 1836

Drei Jahre nach dem Erscheinen der Etüde op. 10 Nr. 2 veröffentlichte der österreichische Klavierpädagoge Carl Czerny, der Chopin oft zu sich nach Wien einlud, 1836 in seiner Schule des Virtuosen ein Stück, das wie eine Parodie der Chopin’schen Etude anmutet. Im Verlauf dieses Übungsstückes erscheinen die chromatischen Tonfolgen mit ihrer zweistimmigen Begleitung in allen Varianten für die linke, die rechte Hand und beide Hände gleichzeitig. Der italienische Komponist Ferruccio Busoni präsentierte in seiner Klavierübung eine ausgedehnte Übung, die an Chopins Etüde erinnert. In den 53 Studien über Chopins Etüden des polnischen Pianisten Leopold Godowsky gibt es zwei Versionen. Die erste ist für die linke Hand solo, während die bekanntere zweite Version Ignis Fatuus (Irrlicht) eine eindrucksvolle polyrhythmische Übung ist, in der Chopins Part für die rechte Hand in die linke transponiert wird, während die rechte Hand mit Zweiklängen begleitet. Das Stück erscheint schneller als das angegebene Tempo MM 120 bis 132. Der deutsche Pianist Friedrich Wührer veröffentlichte eine Version, die Godowskys Studie mit einer Begleitung für die rechte Hand vereinigt. Der kanadische Pianist Marc-André Hamelin kombiniert in seiner Triple Étude (after Chopin) aus dem Jahre 1992 die Etüden op. 10 Nr. 2 a-Moll mit den Nummern 4 und 11 aus dem Opus 25 und versucht damit Godowsky nachzueifern, dessen Tripeletüde verloren gegangen ist.